# منزل لامب
يقع منزل لامب (Lamb Homestead) في مزرعة تاريخية على طريق لامبتاون 47 في ليديارد بولاية كونيتيكت. تم تطويرها منذ أوائل القرن الثامن عشر، وهي تعد واحدة من أقدم المزارع في المدينة، ولها ارتباط طويل مع عائلة لامب والمستوطنين الأوائل وهم يشكّلون عامل مهم في تطوير منطقة لامبتاون في المجتمع. وتم إدراج هذه الممتلكات في السجل الوطني للأماكن التاريخية في عام 1991.

## الوصف والتاريخ
يقع منزل لامب في منطقة ريفية في جنوب بلدة ليديارد على طريق لامبتاون شرق شارع بلدة جروتون (طريق كونيتيكت 117). وهذه الملكية الآن تضم حوالي ١٦ فدانًا (6.5 هكتار) ويقع معظمها على الجانب الجنوبي من الطريق، وعلى الجانب الشمالي بيت ريفي، وعلى الجانب الجنوبي حظيرة. ويعد هذا المنزل من العصور القديمة العظيمة، ويرجع تاريخه إلى حوالي عام 1711 وفقًا لتقاليد العائلة. وهو عبارة عن هيكل مؤطر بالخشب مكوّن من طابقين أو نصف طابقين، مع سقف هرمي، ومدخنة رئيسية من الطوب، وشكل خارجي من اللوح الخشبي، وواجهته الأمامية عبارة عن خمسة خلجان واسعة، بالإضافة إلى مدخل رئيسي محاط بأعمدة من الفترة الفدرالية ونوافذ مزخرفة. تم وضع على نوافذ الطابق الثاني شريط زخرفي بارز وهي تُعتبر موضع نموذجي من أوائل إلى منتصف القرن الثامن عشر. ويحتفظ التصميم الداخلي بالعديد من ميزات القرن الثامن عشر، منها ألواح الأرضية الواسعة من خشب البلوط والصنوبر والكستناء وموقد كبير في المطبخ وعدّة أبواب مع مفصلات أصلية مصنوعة يدويًا بالإضافة إلى مرآب وسقيفة حديثة، ويبدو أن الحظيرة عبر الشارع تعود إلى حوالي عام 1900.
وفي عام 1714 وفقًا لتاريخ العائلة تم بيع هذه الملكية من قِبل أحد أفراد العائلة إسحاق لامب، والذي كان يمتلك سابقًا عقارات قريبة من قرية ميستيك، وتعطي العائلة تقليديًا هذا التاريخ كتاريخ بناء المنزل، وعلى الرغم من أن العديد من ميزاته النهائية تعود إلى أنماط القرن الثامن عشر المتأخرة، إلا أنه تم توثيق المنزل في عام 1731 عندما قام أبناء لامب بتقسيم الملكية. وكانت لامبز بارزة في تأسيس المصلين المعمدانيين في جروتون، وهي أول طائفة من تلك الطائفة في الولاية، وحافظت على ارتباطها بالجماعة حتى القرن التاسع عشر. وفي الوقت الذي تم فيه إدراج هذه الملكية (عندما تم تخفيضه من أكثر من 300 فدان بحد أقصى (120 هكتارًا)) في السجل الوطني في عام 1991، كانت لا تزال مملوكة لعائلة لامب.